# Denni Rocha dos Santos
Denni Rocha dos Santos (sinh ngày 21 tháng 8 năm 1982) là một cầu thủ bóng đá người Brasil.

## Sự nghiệp câu lạc bộ
Denni Rocha dos Santos đã từng chơi cho Montedio Yamagata.

## Thống kê câu lạc bộ

### J.League
| Đội               | Năm       | J.League | J.League | J.League Cup | J.League Cup | Tổng cộng | Tổng cộng |
| Đội               | Năm       | Trận     | Bàn      | Trận         | Bàn          | Trận      | Bàn       |
| ----------------- | --------- | -------- | -------- | ------------ | ------------ | --------- | --------- |
| Montedio Yamagata | 2004      | 20       | 2        | -            | -            | 20        | 2         |
| Tổng cộng         | Tổng cộng | 20       | 2        | 0            | 0            | 20        | 2         |